# Yvonne Catterfeld
Yvonne Catterfeld (Erfurt, 2. prosinca 1979.) njemačka je pjevačica, glazbenica, tekstopiskinja, televizijska i filmska glumica.

## Životopis
Rođena je 2. prosinca 1979. u Erfurtu u Tiringiji, koja se tada nalazila u sastavu Istočne Njemačke. Otac Jürgen Catterfeld radio je kao nadzornik u tvornici, a majka Annemarie Catterfeld bila je učiteljica. Catterfeld se u mladosti bavila atletikom, ali s 15 godina upisuje glasovir i flautu te pohađa satove plesa i pjevanja. Nakon završetka Gimnazije Albert Schweitzer seli se u Leipzig gdje na Visokoj školi glazbe i kazališta studira pop i jazz glazbu. Početkom 1998. izdaje album KIV sa sedam pjesama, ali ne postiže nikakav značajan uspjeh.

## Diskografija
Studijski albumi
- Meine Welt (2003.)
- Farben meine Welt (2004.)
- Unterwegs (2005.)
- Aura (2006.)
- Blau im Blau (2010.)
- Lieber so (2013.)
- Guten Morgen Freiheit (2017.)

## Filmografija
Filmovi
- Zec bez ušiju (2007.)
- U-900 (2008.)
- Zec bez ušiju 2 (2009.)
- Naposljetku nada (2011.)
- Odjednom 70 (2012.)
- Ljepotica i zvijer (2014.)

Televizija
- Dobra vremena, loša vremena (2001. – 2005.)
- Sophie - nevjesta protiv volje (2005. – 2006.)

## Nagrade i priznanja
| Godina | Nagrada                | Kategorija                                      |
| ------ | ---------------------- | ----------------------------------------------- |
| 2003.  | Bambi                  | Filmska zvijezda                                |
| 2003.  | Zlatna glazbena vilica | Najuspješniji pop solist                        |
| 2003.  | Zlatna kovrča          | Filmski glumac/ica godine                       |
| 2003.  | Bravo Otto             | Ženska TV zvijezda                              |
| 2004.  | Berlinski medvjed      | Pop                                             |
| 2004.  | Echo                   | Najbolja njemačka pop/rock pjevačica            |
| 2004.  | Bild Osgar             |                                                 |
| 2004.  | Bravo Otto             | Ženska TV zvijezda                              |
| 2015.  | Bambi                  | Najbolja izvedba na koncertu Pjevaj moju pjesmu |

## Vanjske poveznice
- Službene stranice  Arhivirana inačica izvorne stranice od 3. lipnja 2017. (Wayback Machine) (engl.)